# Рейес Прието, Рафаэль
Хосе Грегорио Амброзио Рафаэль Рейес Прието  (исп. José Gregorio Ambrosio Rafael Reyes Prieto ; 5 декабря 1849, Санта-Роза-де-Витербо Республика Новая Гранада (ныне департамента Бояка, Колумбия) — 18 февраля 1921, Богота, Колумбия) — государственный, военный и дипломатический деятель, президент и диктатор Колумбии с 1904 по 1909.
Путешественник и исследователь бассейна реки Амазонки.

## Биография
Получив общее образование, Р. Рейес вместе с братьями занялся коммерцией. В 1874 году они отправились с целью исследования и освоения неизвестных районов бассейна реки Амазонки в Колумбии. Один из брат во время поиска ими дороги в Бразилию, умер от лихорадки, а другой был съеден каннибалами, но Рейесу в течение 10 лет удавалось выжить в джунглях. Однако, созданный им процветающий бизнес, в основном, по торговле корой хинного дерева и хиной, из-за финансовой паники рухнул, и он вернулся из амазонских джунглей в цивилизованный мир.
Вскоре Р. Рейес примкнул к Колумбийской консервативной партии, вступил в армию консерваторов, в 1885 году принял участие в войне против революционных сил, которые пытались свергнуть правительство Рафаэля Нуньеса и за свои заслуги перед диктатором был вознаграждён — назначен начальником штаба Национальной армии Колумбии.
В 1895 стал главнокомандующим Северной армии, одержал несколько побед, в 1899—1902 во время гражданской войны — главнокомандующий консервативных вооруженных сил Колумбии.
Был министром внутренних дел, позже — стал посланником в Швейцарии и Франции, делегирован на Пан-Американскую конференцию в Мексике (1901—1902). После неудачной попытки договориться с Соединёнными Штатами о компенсации в сумме $ 2 500 000 за потерю Панамы, вернулся в Колумбию.
В 1904 году был избран президентом страны. Вскоре после инаугурации, Рейес принял на себя диктаторские полномочия. Распустил парламент, бросил за решётку некоторых его членов, инициировал марионеточное собрание.
Девизом администрации президента Р. Рейеса были: «мир, гармония и творчество» и «меньше политики и больше дела». Его первые законы были направлены на восстановление мира и порядка в стране. В качестве примирительного жеста либералам, он предложил им занять несколько министерских кресел в своём правительстве.
Р. Рейес проявил себя профессиональным администратором и социальным реформатором, более, чем политиком. Он спонсировал закон о защите прав миноритарных социальных групп; создал Министерство общественных работ; завершил строительство центральной автомагистрали; построил Капитолий (здание Конгресса на Капитолийском холме); учредил современную Военную академию; восстановил дипломатические отношения с Венесуэлой; осуществил ряд прогрессивных изменений в законодательстве страны; стабилизировал национальную валюту и в 1905 создал Banco Central (Центральный банк).
Администрация Рейеса смогла реструктуризировать внешний долг страны. В результате этого, Рейес получил существенную иностранную помощь и важные международные займы для финансирования своих планов общественных работ и совершенствования инфраструктуры. Его администрация вела протекционистскую политику, поощряла развитие текстильной и сахарной отраслей, расширила работу нефтеперерабатывающих заводов, а также производство бумаги, стекла и стали. Р. Рейес также поощрял увеличение площадей по выращиванию бананов, кофе и хлопка.
В целом, Р. Рейес обеспечил эффективное управление страной.
Из-за отделения Панамы от Колумбии при поддержке правительства США, отношения между Колумбией и Соединенными Штатами Америки были очень напряжёнными, а при правлении Р. Рейеса ещё ухудшились. После усилившихся разногласий с США о компенсациях, в 1909 году он был вынужден уйти в отставку и эмигрировал в Испанию. После 10 лет пребывания за пределами страны, в 1919 году вернулся в Колумбию.
Похоронен на Центральном кладбище Боготы.
Президент Рафаэль Рейес упомянут в романе Габриэля Гарсиа Маркеса «Любовь во время холеры».